# Maguda pilipes
Maguda pilipes là một loài bướm đêm trong họ Noctuidae.